# 클레멘스 브렌타노
클레멘스 브렌타노(독일어: Clemens Brentano, 1778년 9월 9일 ~ 1842년 7월 28일)는 독일의 시인이다.
낭만주의 중기에 속하는 시인이며, 이탈리아계 상인을 아버지로 하고, 괴테의 어릴 때 친구인 여인을 어머니로 하여 태어났다. 처음에는 아버지와 같은 상인이 되었으나 어머니를 닮아 감수성이 풍부한 서정시인으로서의 재질을 타고 났던 그는, 낭만주의 시인들을 친구로 갖게 되었다.
1800년 예나에서 괴테, 슐레겔 형제, 티크, 피히테 등과 친교를 맺었고, 소피 메로우를 알게 되어 1803년에 결혼하였다. 또한 괴팅겐에서는 아르님과 친교를 맺었고, 1804년부터 하이델베르크를 본거지로 하여 아르님과 더불어 〈은자신문〉을 발행하고 서정시·소설·동화 등에 선천적인 풍부한 시재를 나타내어 '하이델베르크 낭만파'의 융성을 보게 했다. 아이헨도르프가 브렌타노를 가리켜 "시 그 자체와 같다"고 평한 것같이 '브렌타노의 시작' 은 다방면에 걸쳐 활동이 눈부신 바 있었다. 만년에는 각 도시를 전전하면서 점차 가톨릭교에 귀의(歸依) 하여 아름다운 신앙적 서정시를 썼다.